# العلاقات الإثيوبية الإسرائيلية
العلاقات الإثيوبية الإسرائيلية هي العلاقات الثنائية التي تجمع بين إثيوبيا وإسرائيل.
تأسست العلاقات الدبلوماسية بين البلدين عام 1992. لإثيوبيا سفارة في تل أبيب، ولإسرائيل سفارة في أديس أبابا. وتقدم إسرائيل مساعدات عسكرية لإثيوبيا، ودعمت الحكومة الإثيوبيا أثناء حرب الاستقلال الإريترية وحرب أوغادين.
في 2012، عينت إسرائيل السفيرة الإسرائيلية إثيوبية المولد، بلاينش زبدية، سفيرة لها في إثيوبيا.

## التاريخ

### عصر المملكة الإثيوبية
كانت الإمبراطورية الإثيوبية واحدة من عشر دول صوتت بالامتناع عن التصويت على خطة قرار تقسيم فلسطين التي وضعتها الأمم المتحدة في عام 1947، والتي اقترحت تقسيم فلسطين الانتدابية إلى دولة يهودية ودولة عربية.

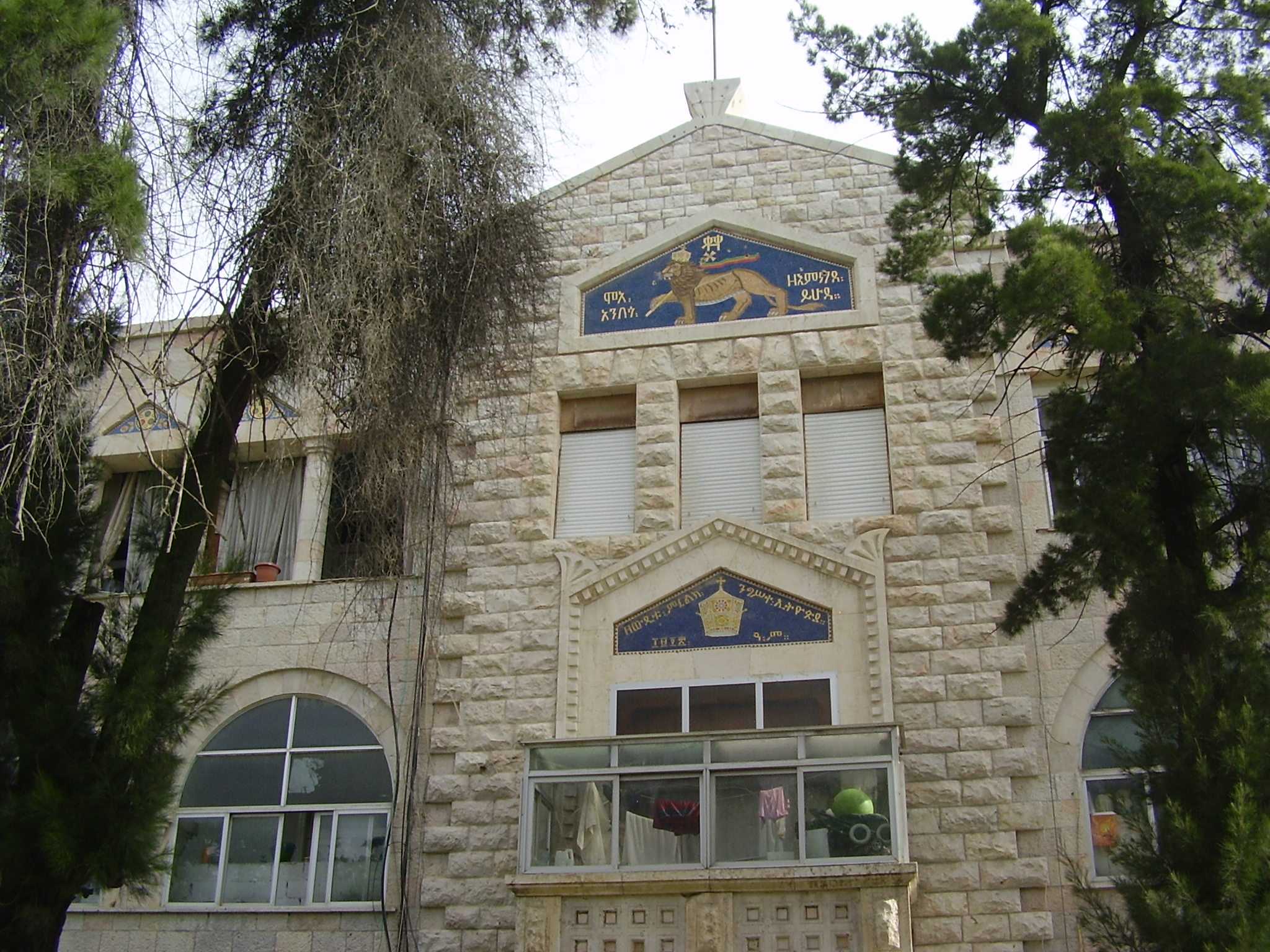
القنصلية الإثيوبية في القدس المحتلة.

خلال عهد الإمبراطور هيلا سيلاسي، قام المستشارون الإسرائيليون بتدريب قوات المظلات ووحدات مكافحة التمرد التابعة للفرقة الخامسة (المعروفة أيضًا باسم فرقة نيبلبال، "اللهب"). في ديسمبر 1960، حاولت عناصر من الجيش الإثيوبي القيام بانقلاب أثناء زيارة الإمبراطور الرسمية للبرازيل. تدخلت إسرائيل دعماً لسيلاسي.
وكان التوافق بين إثيوبيا وإسرائيل خلال منتصف القرن العشرين مدفوعًا إلى حد كبير بمخاوف استراتيجية مشتركة، لا سيما التهديد المشترك الذي شكلته مصر الناصرية. ابتداءً من عام 1959، أولت إسرائيل أولويةً لبناء علاقات قوية مع إثيوبيا، واستثمرت موارد كبيرة في هذه العلاقة. وحتى قبل إقامة العلاقات الدبلوماسية الرسمية، كانت إسرائيل قد قدمت بالفعل مساهمات كبيرة لإثيوبيا في مجالات مثل التدريب وتبادل المعرفة وتطوير البنية التحتية.
طوال ستينيات القرن الماضي، زار العديد من كبار المسؤولين العسكريين والأمنيين الإسرائيليين إثيوبيا، مما أكد على أهمية العلاقة. حيث في مارس/آذار 1963، أمضى شمعون بيريز وإسحاق رابين أسبوعًا في إثيوبيا، حيث التقيا بالإمبراطور هيلا سيلاسي ووزرائه وقادته العسكريين. عكست زيارتهما الاهتمام الاستراتيجي الإسرائيلي بإثيوبيا، وخاصةً فيما يتعلق بالنيل الأزرق، "حيث تبدأ حياة مصر"، على حد تعبير بيريز. كتب بيريز تقريرًا سريًا للغاية من أربعين صفحة عن إثيوبيا والمصالح الإسرائيلية، تضمن هذا المقتطف المطول:
إن النخبة المثقفة في إثيوبيا أكبر بكثير من مثيلاتها في الدول الأفريقية الأخرى، لكن فقرها أفريقي. أرضها متنوعة عرقيًا، لكن معظم الجماعات خاضعة لهيمنة جماعة واحدة، هي الأمهرية. مع ذلك، تمر البلاد بمرحلة انتقالية. من جهة، غارقة في التوقعات والتوترات، لكنها من جهة أخرى، تتمتع بتقاليد راسخة وصبر كبير... لقد ناضل الشعب بشجاعة على مر التاريخ ونال استقلاله، لكنه لم يحصل على رفاهية تُذكر وتقدم ضئيل. جيل جديد، صريح ولكنه كفؤ، يتوق إلى تولي القيادة، لكنه يواجه حرسًا قديمًا فصيحًا وذو خبرة وعنيد. من الممكن اغتيال الإمبراطور. ومن الممكن خلع وريثه. ومن الممكن ظهور ملكية دستورية. ومن الممكن أن يتحالف ضباط الجيش الشباب مع طلاب الجامعات. ومن الممكن أيضًا أن يتحالف هؤلاء الضباط الثوريون مع بروليتاريا الريف. يتمتع ناصر بشعبية كبيرة في دوائر واسعة، ولكن كنموذج فقط. من أجل التغيير الثوري. يُنظر إلى مصر على نطاق واسع على أنها العدو، لكن ما يحدث في الشؤون الداخلية المصرية - وليس ما تفعله في الاستراتيجية الخارجية - أمرٌ يستحق المتابعة. هذا الجو ما قبل الثورة لا يُغير الحقائق الأساسية: إثيوبيا دولة كبيرة ومهمة، وليست عربية ولا مسلمة. المسيحيون هم الأغلبية، وهم مفعمون بحس تاريخي عميق، تُمثل إسرائيل قلبه. تقع إثيوبيا جنوب مصر، وتحمل مفتاح مستقبل مصر ذاته، لأنها تسيطر على النيل الأزرق. تمتلك إثيوبيا جيشًا، وتقاليد عسكرية عريقة، وهي تحترم إسرائيل، وترغب تدريجيًا في التحالف معنا. على إسرائيل أن تعمل بجهد ودقة. إثيوبيا عنصر حيوي في جهودنا لكسر العداء العربي من حولنا بالقوة، والعلاقات، والحيلة... هدفنا هو الوصول إلى تحالف مع إثيوبيا - ثقافيًا، واقتصاديًا، وعسكريًا. يجب أن نبذل قصارى جهدنا ونبذل كل ما في وسعنا لتحقيق هذا الهدف.

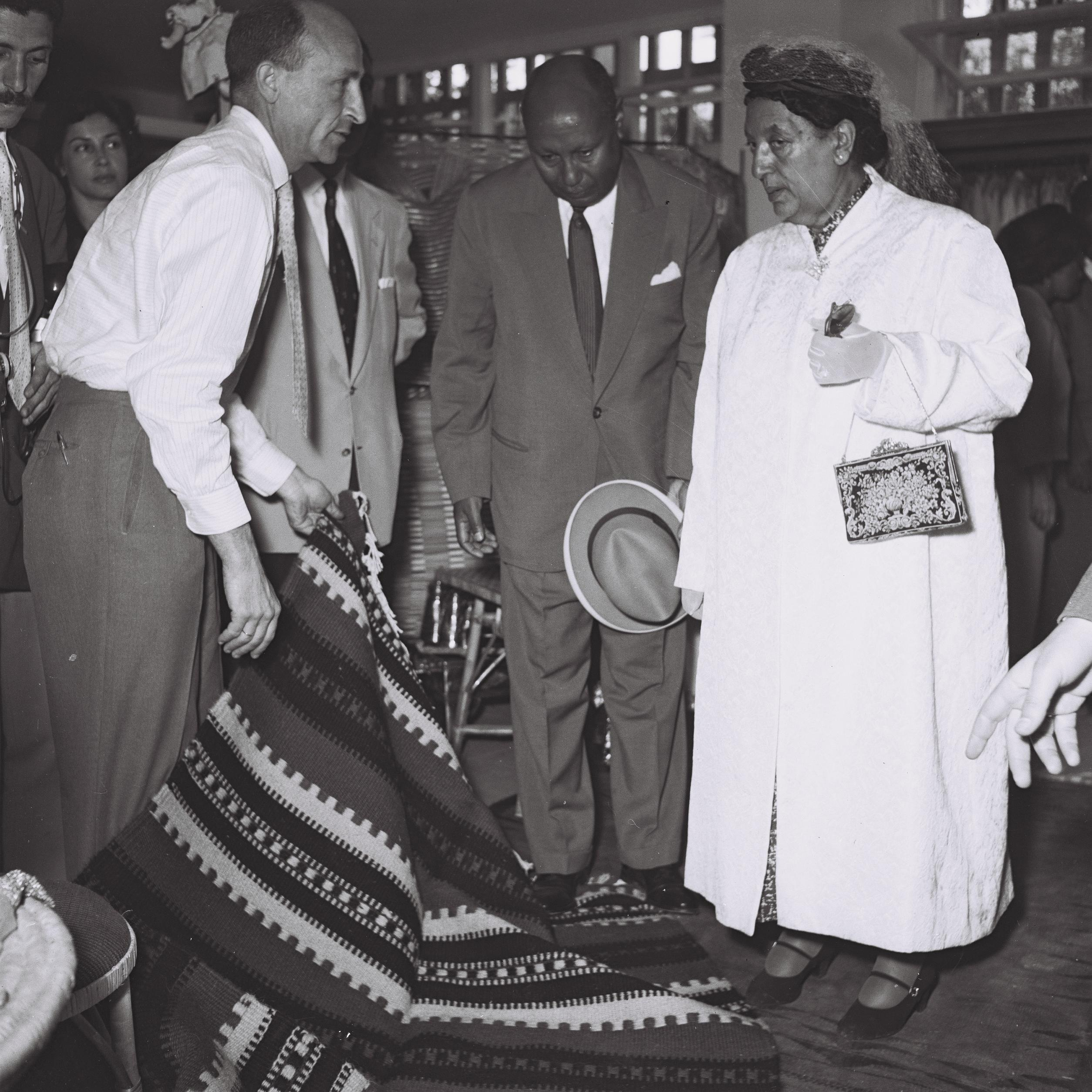
الإمبراطورة منين أسفاو تزور إسرائيل عام 1959

تعمل إسرائيل على تقوية علاقاتها بجميع الدول الإفريقية خاصةً إثيوبيا، فإرتفعت صادرات إسرائيل التكنولوجية إلى إثيوبيا بنسبة 500% بالإضافة إلى قيام عدد من رجال الأعمال الإسرائيليين بزيارات دورية لإثيوبيا الأمر الذي يؤكد الجدية الإسرائيلية في تطوير علاقاتها التجارية بإثيوبيا.
كما قامت إسرائيل بتهجير يهود الفلاشا الاسم الذي يطلق على يهود إثيوبيا حيث يعتبرون أنفسهم من بيت إسرائيل، وفي عام 1974 قام الماركسيون الإثيوپيون بالإطاحة بحكم الإمبراطور هيلاسلاسي الذي يحبه شعبه، فإندلعت الحرب الأهلية الإثيوبية ودامت منذ عام 1974 وحتى عام 1991 محولة إثيوبيا إلى حجيم أجبر على الهرب من إثيوپيا إلى السودان حيث إستقروا كلاجئين.

### القرن الحادي والعشرين
في عام 2012، تم تعيين الإسرائيلية المولودة في إثيوبيا، بيلاينش زيفاديا سفيرًة لإسرائيل لدى إثيوبيا. وقيل إن رئيس الوزراء الإثيوبي آبي أحمد علي ورئيس الوزراء الإسرائيلي بنيامين نتنياهو في نفس العام "يتمتعان بعلاقة شخصية دافئة" من قبل صحيفة تايمز أوف إسرائيل.

## العلاقات التجارية
شهدت العلاقات التجارية بين إثيوبيا وإسرائيل نموًا ملحوظًا على مر السنين، ففي أوائل ثمانينيات القرن العشرين، فازت شركة دافرون، وهي شركة إسرائيلية لتصنيع الدفاتر، بعقد حكومي لتسويق مليوني دفتر ملاحظات إلى إثيوبيا. تستورد إسرائيل السمسم الإثيوبي، والقهوة، والحبوب، والجلود، والتوابل، والبذور الزيتية، والصمغ الطبيعي.

## مقارنة بين البلدين
هذه مقارنة عامة ومرجعية للدولتين:
| وجه المقارنة                                              | إثيوبيا                        | إسرائيل                                                             |
| --------------------------------------------------------- | ------------------------------ | ------------------------------------------------------------------- |
| المساحة (كم2)                                             | 1.10 مليون                     | 20.77 ألف                                                           |
| عدد السكان (نسمة)                                         | 104.96 مليون                   | 8.89 مليون                                                          |
| الكثافة السكانية (ن./كم²)                                 | 95.42                          | 428.02                                                              |
| العاصمة                                                   | أديس أبابا                     | القدس                                                               |
| اللغة الرسمية                                             | اللغة الأمهرية                 | اللغة العبرية، اللغة العربية                                        |
| العملة                                                    | بير إثيوبي                     | شيكل إسرائيلي جديد، شيكل إسرائيلي قديم، جنيه فلسطيني، جنيه إسرائيلي |
| الناتج المحلي الإجمالي (بليون دولار)                      | 80.56 مليار                    | 350.85 مليار                                                        |
| الناتج المحلي الإجمالي (تعادل القوة الشرائية) بليون دولار | 161.90 مليار                   | 306.51 مليار                                                        |
| الناتج المحلي الإجمالي الاسمي للفرد دولار أمريكي          | 619                            | 35.73 ألف                                                           |
| الناتج المحلي الإجمالي للفرد دولار أمريكي                 | 1.50 ألف                       | 36.58 ألف                                                           |
| مؤشر التنمية البشرية                                      | 0.442                          | 0.899                                                               |
| رمز المكالمات الدولي                                      | +251                           | +972                                                                |
| رمز الإنترنت                                              | .et                            | .il                                                                 |
| المنطقة الزمنية                                           | ت ع م+03:00، توقيت شرق أفريقيا | توقيت إسرائيل، Israel Summer Time ‏                                  |

## مدن متوأمة
في ما يلي قائمة باتفاقيات التوأمة بين مدن إثيوبية وإسرائيلية:
- ترتبط بحر دار مع أسدود باتفاقية توأمة.
- ترتبط قوندر مع ريشون لتسيون باتفاقية توأمة.
- ترتبط أديس أبابا مع تل أبيب باتفاقية توأمة منذ 2004.

## منظمات دولية مشتركة
يشترك البلدان في عضوية مجموعة من المنظمات الدولية، منها:
| علم المنظمة | اسم المنظمة                        | تاريخ انضمام إثيوبيا | تاريخ انضمام إسرائيل |
| ----------- | ---------------------------------- | -------------------- | -------------------- |
|             | الاتحاد البريدي العالمي            | ?                    | ?                    |
|             | مؤسسة التنمية الدولية              | 11 أبريل 1961        | 22 ديسمبر 1960       |
|             | الأمم المتحدة                      | 13 نوفمبر 1945       | 11 مايو 1949         |
|             | منظمة الشرطة الجنائية الدولية      | ?                    | ?                    |
|             | وكالة ضمان الاستثمار متعدد الأطراف | 13 أغسطس 1991        | 21 مايو 1992         |
|             | مؤسسة التمويل الدولية              | 20 يوليو 1956        | 26 سبتمبر 1956       |
|             | البنك الدولي للإنشاء والتعمير      | 27 ديسمبر 1945       | 12 يوليو 1954        |
|             | الاتحاد الدولي للاتصالات           | 20 فبراير 1932       | 24 يونيو 1948        |
|             | الفريق المعني برصد الأرض           | ?                    | ?                    |
|             | يونسكو                             | 1 يوليو 1955         | 16 سبتمبر 1949       |

## أعلام
هذه قائمة لبعض الشخصيات التي تربطها علاقات بالبلدين:
- بلاينش زبدية (1967 – )

## وصلات خارجية
- موقع وزارة الخارجية الإثيوبية
- موقع وزارة الخارجية الإسرائيلية